# Schloss Caspersbroich

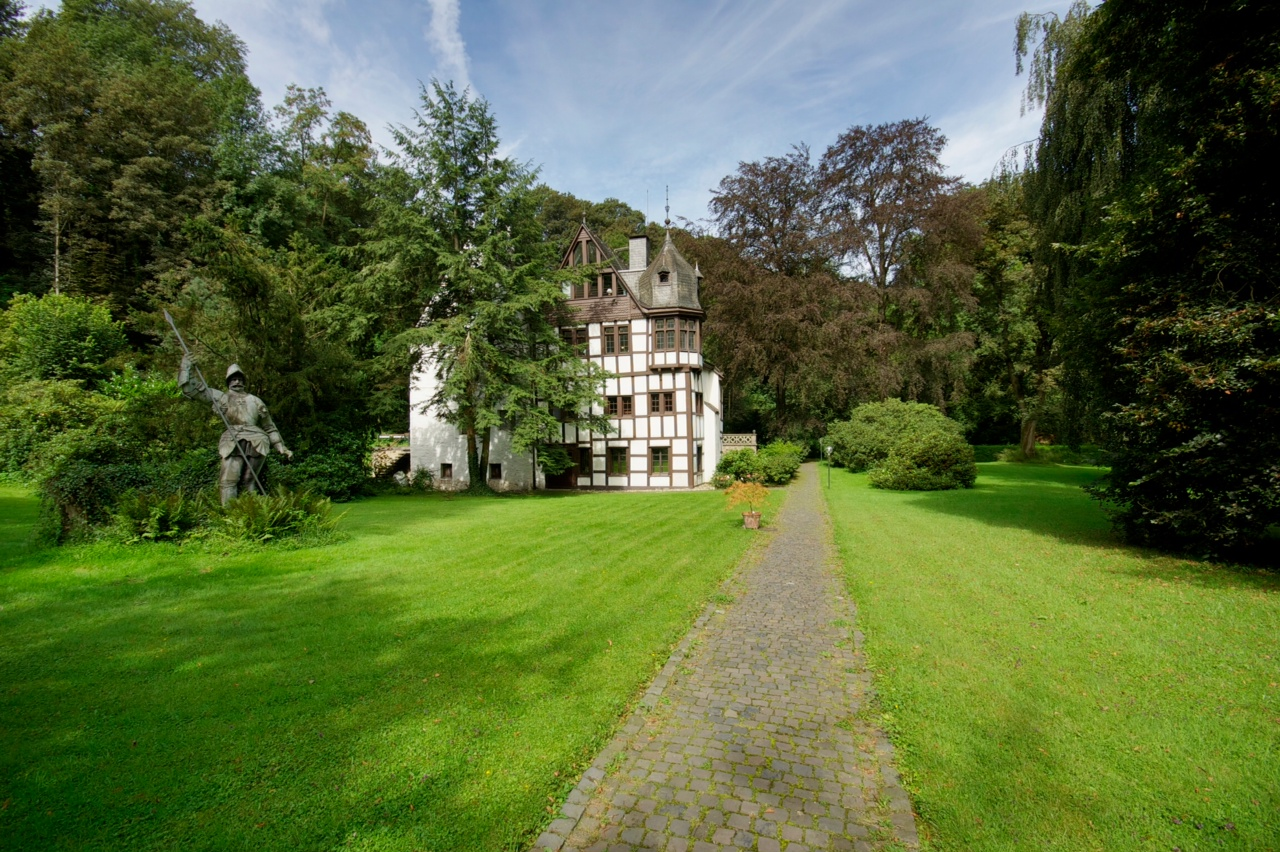
Schloss Caspersbroich

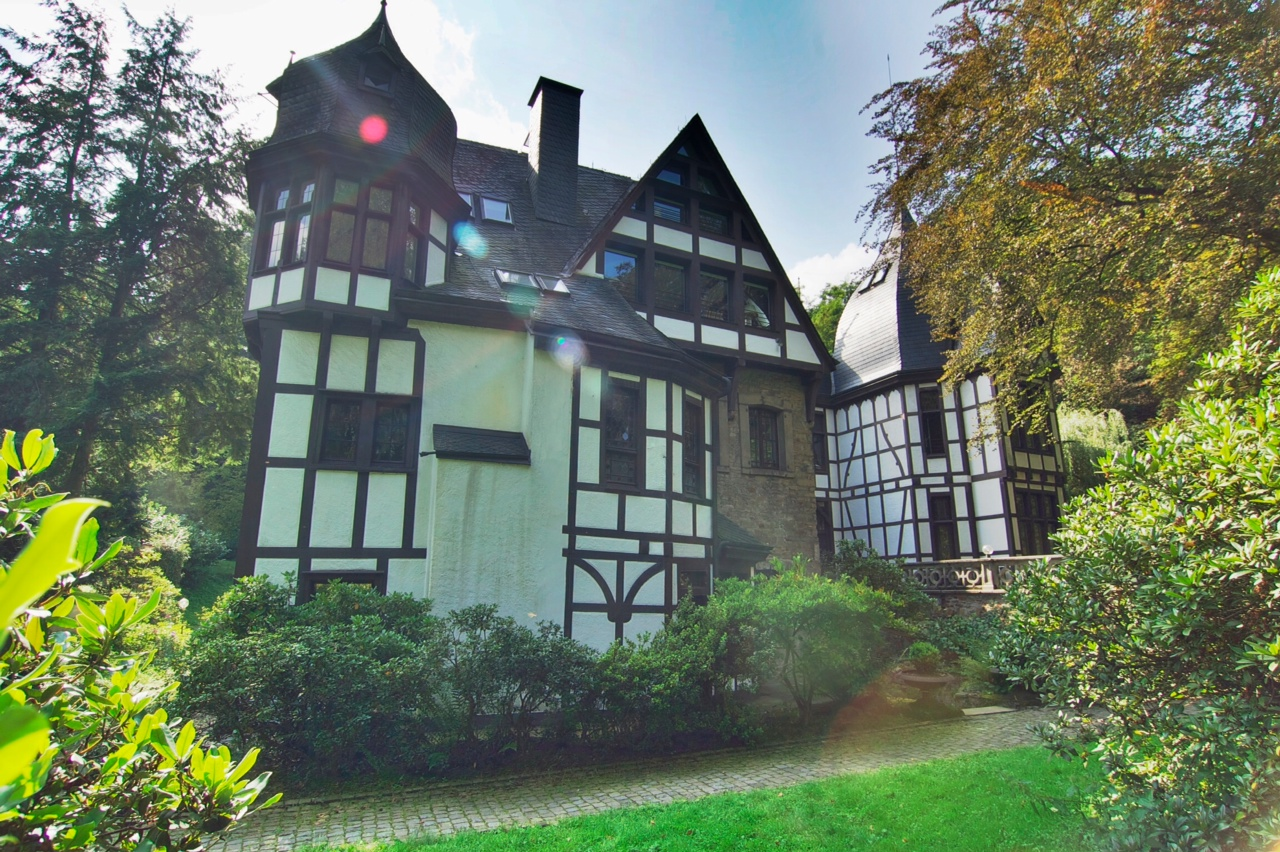
Schloss Caspersbroich

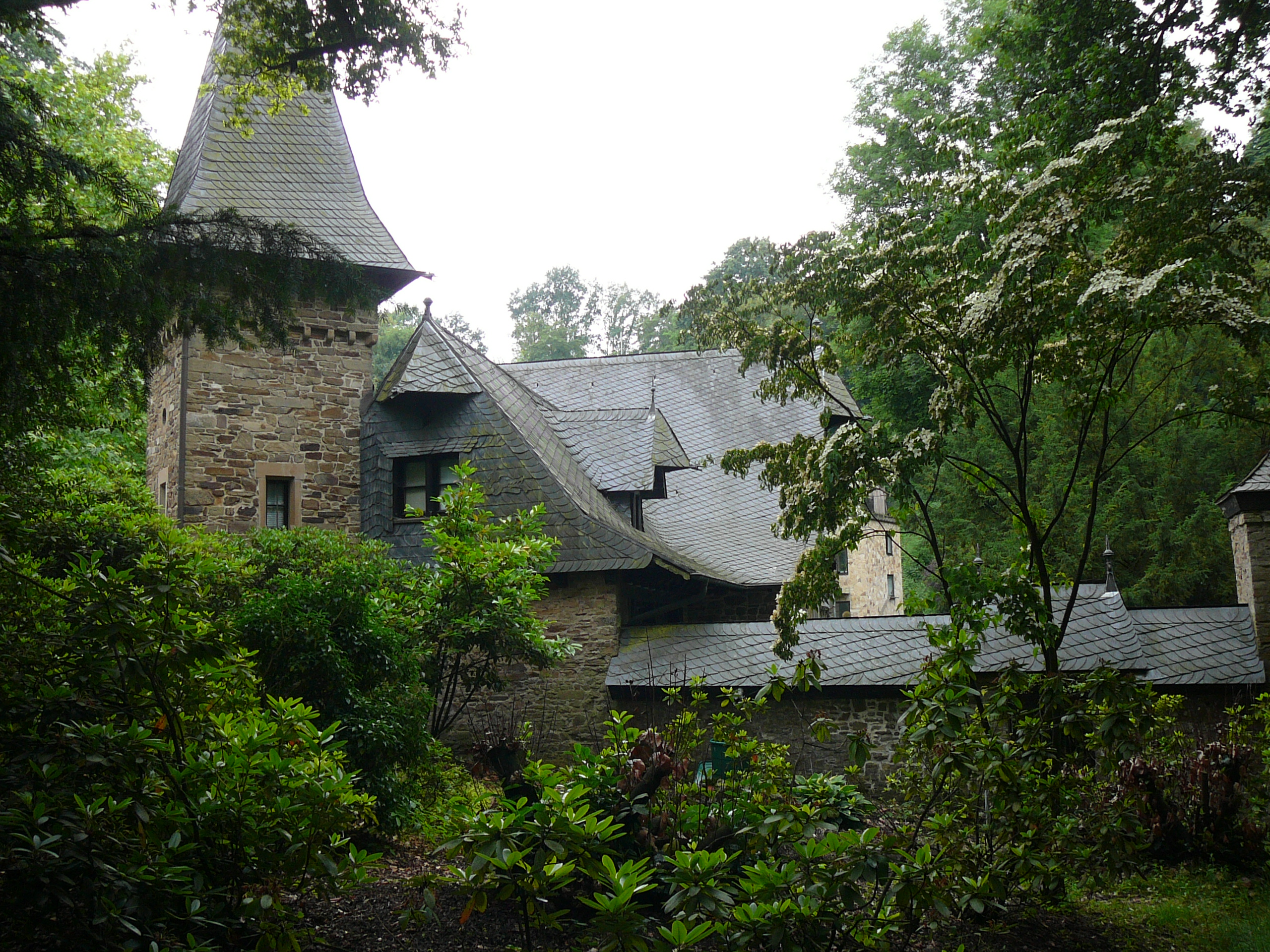
Schloss Caspersbroich – Kutscherhaus

Schloss Caspersbroich ist ein im Ittertal gelegenes Schloss im Solinger Stadtteil Ohligs. Zum Besitz der Schlossherren zählten darüber hinaus die lehenpflichtigen Kotten in Buschenhaus, Hagscheid, Sombers, Hülsberg und Zwengenberg. Bis 1808 gehörte Caspersbroich zum Kirchspiel Wald.

## Geschichte
Um das Jahr 1220 ließ sich ein Lehnsmann von Graf Engelbert dem Heiligen an der Itter nieder, machte die dortigen Sümpfe landwirtschaftlich nutzbar und baute ein Gutshaus. 1438 kaufte der Junker Caspar von Pertsdorf das Anwesen und baute es zu einem Rittersitz aus. Von 1460 bis 1480 stand Ritter Pertsdorf dem Amt Solingen vor.
Durch Heirat der Erbtochter Elisabeth von Pertsdorf gelangte Caspersbroich um 1518 an die Herren von Bawyr, die das Haus um 1676 an Bernhard Everhard von den Bottlenberg verkauften. 1772 kam die Familie von Romberg durch Heirat in den Besitz des Schlosses, doch bereits wenige Jahre später musste Clemens Conrad Franz von Romberg das Haus im Jahre 1809 wieder verkaufen. 1810 gelangte es in bürgerlichen Besitz und wurde von seinem bisherigen Pächter Johann Adolf Holthausen erworben.
In den 1860er Jahren erwarb die Bergisch-Märkische Eisenbahn-Gesellschaft die Anlage, die für die Eisenbahnlinie Gruiten-Deutz unmittelbar vor dem Schloss einen Bahndamm aufschütten ließ. Im Anschluss gehörte Schloss Caspersbroich verschiedenen Unternehmern und Industriellen aus dem Bergischen. 1883 wurde es nach Plänen von Gerhard August Fischer umgestaltet und erweitert.
1964 erwarb der Düsseldorfer Schauspieler Claus Gorges das mittlerweile stark heruntergekommene Anwesen und sanierte es durch Umgestaltung in Eigentumswohnungen. Auf der Schlossanlage wohnte von 1975 bis 1984 der Bankier Alfred Herrhausen.